# 裂紋澤鱔
裂紋澤鱔，又稱裂紋勾吻鯙，為輻鰭魚綱鰻鱺目鯙亞目鯙科的其中一種，分布於印度太平洋區，從查戈斯群島至馬克薩斯群島、社會群島，北起琉球群島，南迄馬里亞納群島海域，體長可達120公分，為底棲性魚類，生活潟湖及向海礁坡，屬肉食性，生活習性不明。

## 擴展閱讀
維基物種上的相關：裂紋澤鱔